# Adele Bloch-Bauer
Pour les articles homonymes, voir Bloch et Bauer.
Adele Bloch-Bauer, née Bauer le 9 août 1881 à Vienne où elle est morte le 24 janvier 1925, est principalement connue pour avoir tenu un salon à Vienne et avoir été la muse de Gustav Klimt : elle lui a inspiré — au moins — deux portraits.
Après l'annexion de l'Autriche par le Troisième Reich en mars 1938, les tableaux de Klimt appartenant à la famille Bloch-Bauer sont aryanisés. Après la Seconde Guerre mondiale, les toiles, dont le Portrait d'Adele Bloch-Bauer I, sont détenues par le musée du Belvedere à Vienne. En 1998, la famille apprend, grâce à une enquête minutieuse du journaliste Hubertus Czernin, les circonstances exactes par lesquelles la galerie viennoise s'était retrouvée propriétaire des œuvres. En 2003, Maria Altmann, sa nièce installée de longue date aux États-Unis, intente un procès contre l'État autrichien en vue de récupérer les tableaux de Klimt dont sa famille avait été spoliée par les nazis. Après une longue procédure, un arbitrage intervient à Vienne en 2006, les œuvres sont finalement rendues aux héritiers. Cette histoire inspire, en 2015, un film : La Femme au tableau.

## Jeunesse et mariage

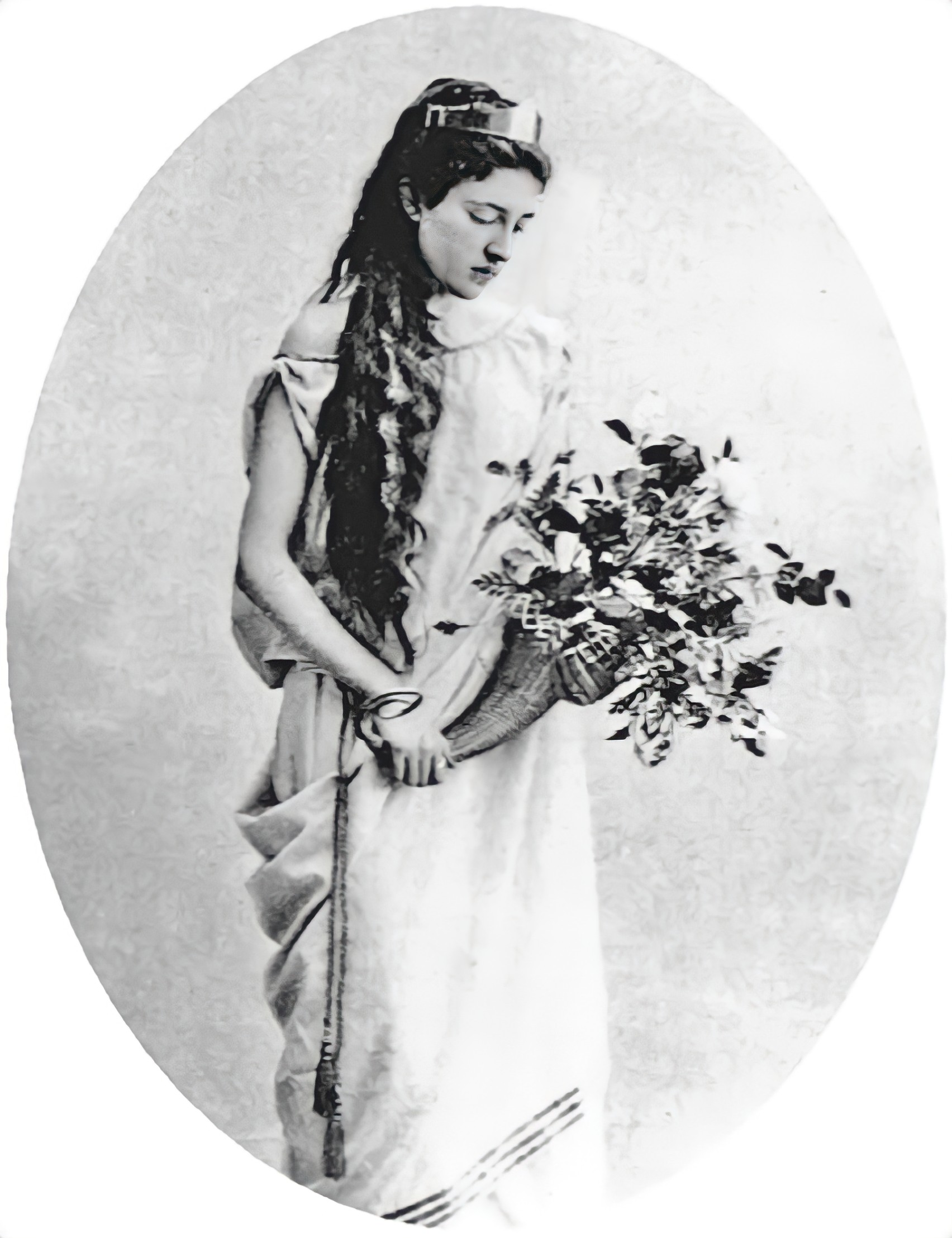
Adele lors du mariage de sa sœur Therese en mars 1898, elle est alors âgée de 16 ans.

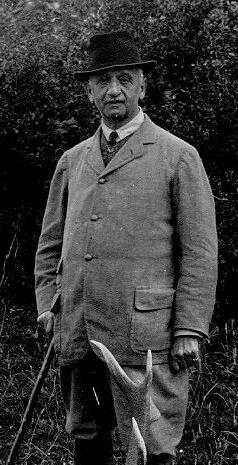
Ferdinand Bloch-Bauer, époux d'Adele, vers 1935.

Adele Bauer est la cinquième enfant d'une fratrie qui en comptera six. Elle naît à Vienne, le 9 août 1881. Ses parents appartiennent à la bourgeoisie juive viennoise. Son père, Moritz Bauer (1840-1905), est le directeur général de la « très influente » association des banques de Vienne, la Wiener Bankverein (de), il est également président de la société des Chemins de fer Orientaux qui gère l'Orient-Express, il épouse Jeanette Honig (1844-1922) vers 1869. Ils habitent sur le ring de Vienne, dans un appartement d'un palais appartenant aux Wittgenstein. Ils y reçoivent de nombreuses personnalités du monde artistique qui fréquentent son salon, par mi lesquelles Gustav Mahler, Richard Strauss, Alma Mahler, Pablo Casals ou encore Stefan Zweig ou Jakob Wassermann,. C'est ainsi qu'Adèle est éduquée dans le monde privilégié et artistique de Vienne dès son enfance.  
En juin 1897, Adele a 15 ans lorsque son frère aîné « qu'elle aimait tant », Karl Bauer, meurt inopinément d'une pneumonie à l'âge de 27 ans. Meurtrie, c'est à cette époque qu'Adele commence à prendre ses distances vis-à-vis du judaïsme. Privée de la possibilité de faire des études et se sentant malheureuse chez ses parents, Adèle se marie de bonne heure, à 18 ans. Le mariage est arrangé : elle épouse, le 19 décembre 1899 à Vienne, le magnat de l'industrie sucrière, Ferdinand Bloch (dit « Fritz », 1864-1945) qui est également passionné d'art, collectionneur de porcelaine néoclassique et mécène. Il est de dix-sept ans l'aîné de sa jeune épouse. Ils s'étaient rencontrés un an auparavant tandis que sa sœur, Therese (Thedy) Bauer (1874-1961), épousait le frère de Ferdinand, le juriste Gustav Bloch,.
Ferdinand et Adele ne parviennent pas à avoir d'enfant. Elle fait deux fausses couches. Le 4 octobre 1904, ils perdent un enfant, un garçon, qu'ils prénomment Fritz, le lendemain de sa naissance,. 
Adele Bloch-Bauer est un personnage contrasté mêlant des figures romantiques et fragiles d'une part et une lady fière et consciente d'elle-même, tenant salon à Vienne, d'autre part. Autodidacte, elle apprend par elle-même la littérature classique en allemand, en français et en anglais. « Une femme d'aujourd'hui dans le monde d'hier » dira d'elle sa nièce Maria Altmann. Elle était cependant d'une santé fragile et donnait régulièrement l'impression d'être une personne en souffrance. Son visage pouvait paraître élégant, intellectuel mais également arrogant et suffisant. Elle avait pour habitude de fumer ce qui seyait mal, à cette époque, à une dame de son rang.

## Les portraits par Gustav Klimt

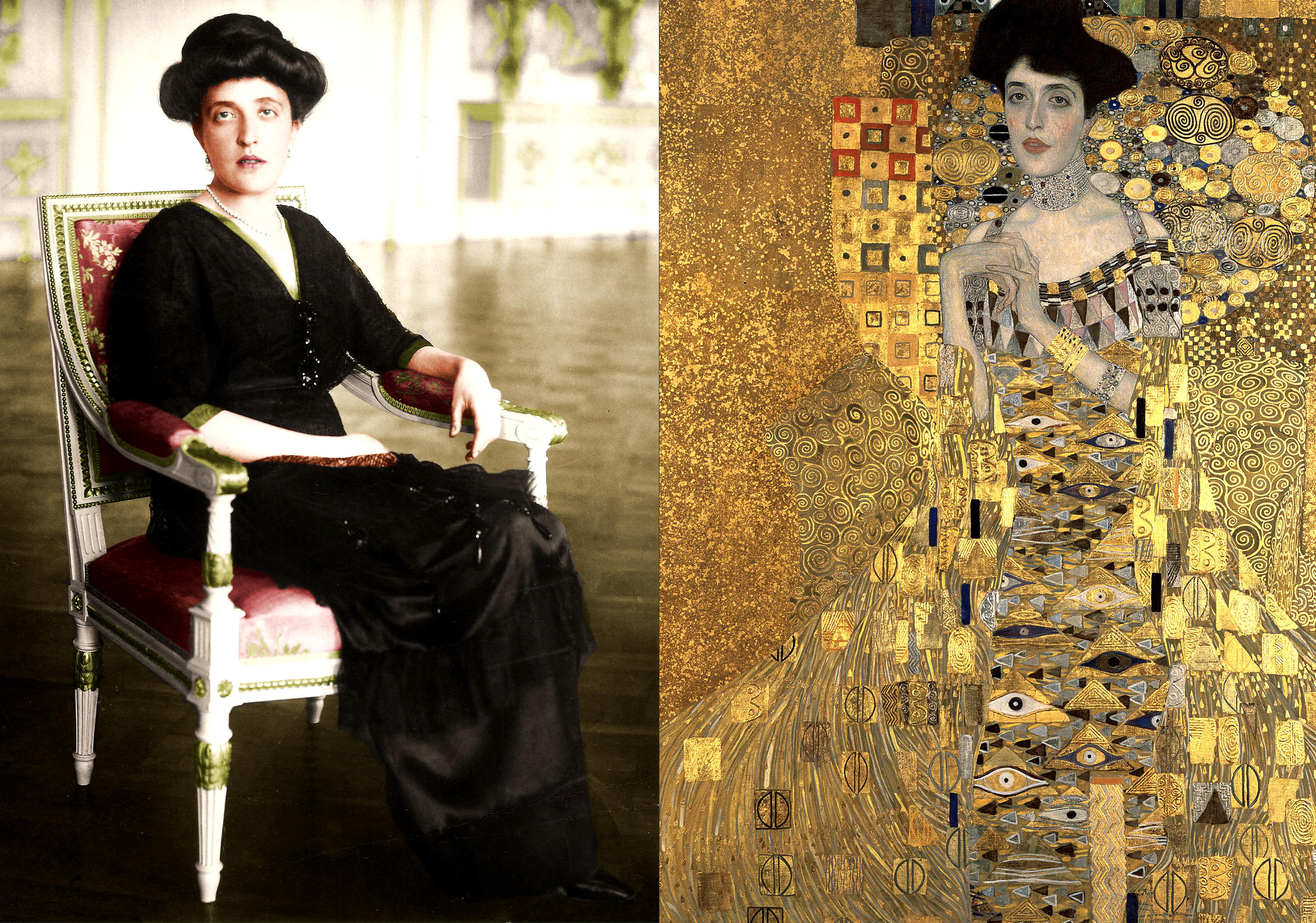
Adele Bloch-Bauer vers 1910 (image colorisée - voir l'original) et le Portrait d'Adele Bloch-Bauer I de 1907 (détail).

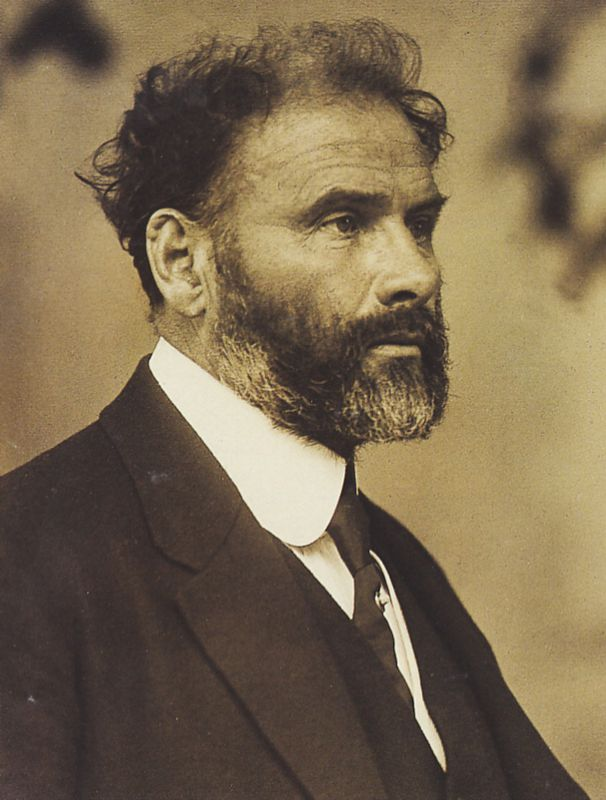
Gustav Klimt en 1905.

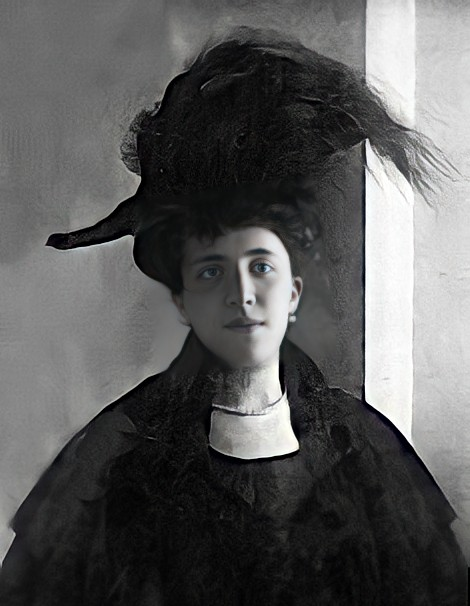
Adele Bloch-Bauer en 1912
(image restaurée).

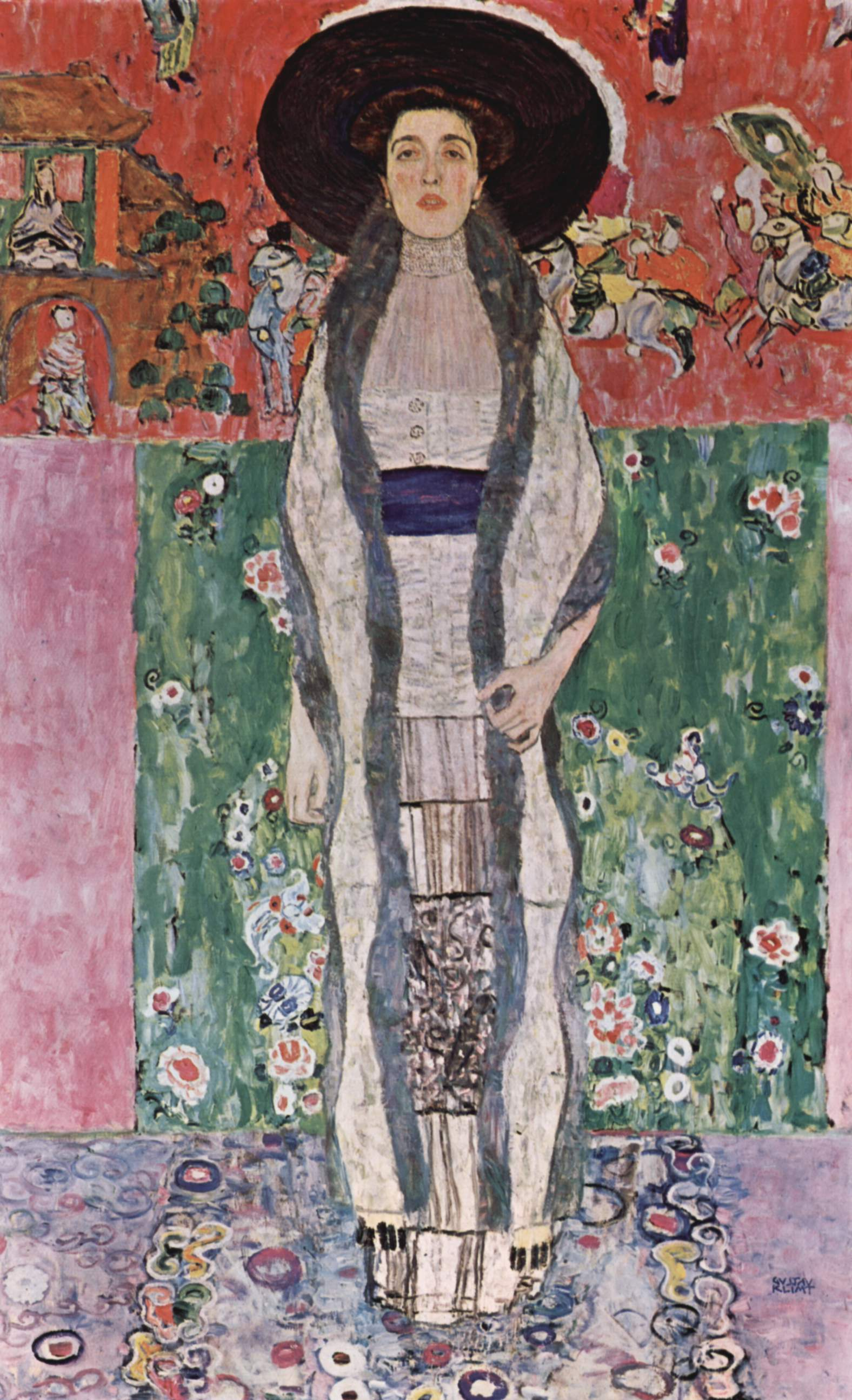
Portrait d'Adele Bloch-Bauer II en 1912.

Gustav Klimt, le chef de file de la sécession viennoise fréquente également le salon d'Adele Bloch-Bauer. En 1903, Ferdinand Bloch-Bauer lui adresse un courrier dans lequel il demande au peintre de réaliser un portrait de sa femme afin de l'offrir à ses beaux-parents pour leur anniversaire. Il s'agit d'un cadeau assez coûteux puisqu'un portrait de Klimt à cette époque coûte 4000 couronnes austro-hongroises, soit l'équivalent du quart d'une belle maison située à la campagne. Adele se rend chez le peintre et pose de longues heures. Gustav Klimt réalise d'innombrables esquisses avant de réaliser le portrait. Le projet de cadeau n'aboutira toutefois pas, le père d'Adele meurt en 1905. La toile sera montrée en public pour la première fois en 1907.
Elle dépeint « une scène étonnante à l'huile et à la feuille d'or. On y découvre une Adele rougissante, aux épaules nues, assise sur un trône stylisé, regardant le spectateur avec vulnérabilité et fierté à la fois, les mains curieusement jointes au premier plan. L'arrière-plan du tableau est une luxuriante éruption de symboles orientaux et érotiques scintillants - triangles, yeux, œufs. »

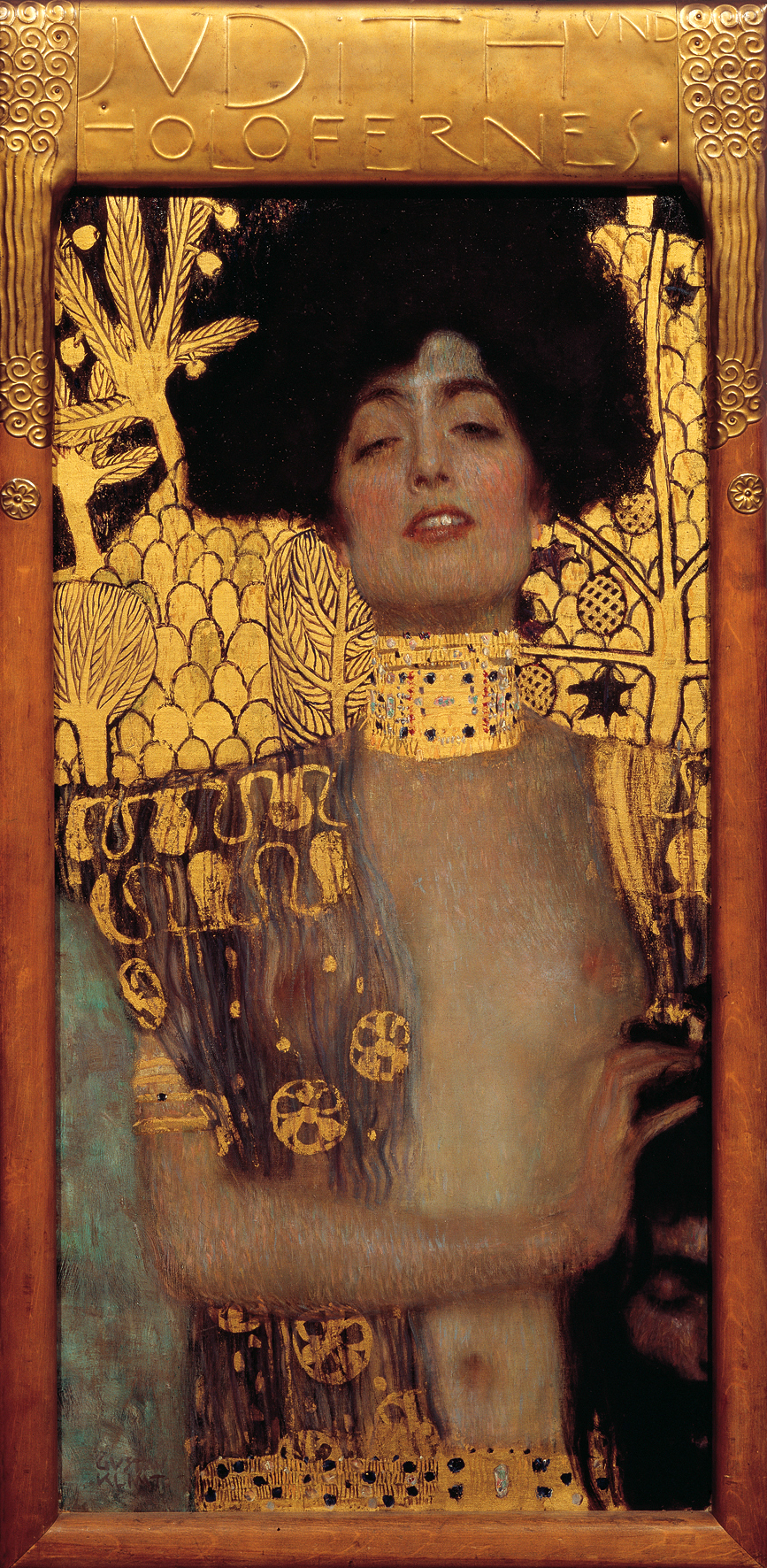
Judith et Holopherne (Klimt) peint en 1901.

L'érotisme qui se dégage de l'œuvre laisse entrevoir une relation intime entre l'artiste et son modèle. Un autre indice de leur relation amoureuse se trouve peut être dans une autre toile peinte en 1901 par l'artiste. Adele est alors âgée de 20 ans, Klimt en a 39. Il s'agit de Judith et Holopherne où des critiques d'art décèlent les traits d'Adele et son fameux et scintillant collier ras du cou,. S'il s'agissait bien d'Adele, cela indiquerait que Klimt et cette dernière se soient rencontrés quelques années auparavant. Rien ne permet toutefois d'établir avec certitude une relation amoureuse entre eux, Klimt ayant une correspondance très limitée et peu de documents appartenant à Adele ont survécu à travers le temps.
En 1912, Gustav Klimt peint un second portrait d'Adele où elle apparait, coiffée d'un large chapeau, dans une robe de haute couture. Rien ne vint jamais étayer les rumeurs autour de leur relation supposée.
En plus des deux portraits d'Adele, les Bloch-Bauer acquièrent quatre tableaux de paysages et de nombreux dessins de l'artiste qui meurt en 1918. La même année, lorsque la monarchie austro-hongroise est dissoute, les époux Bloch-Bauer prennent la nationalité tchécoslovaque sur base de leur propriété près de Prague bien que leur résidence principale restât à Vienne.
En 1919, les Bloch-Bauer déménagent et s'installent dans un grand palace qui fait face à l'Académie des beaux-arts de Vienne. Une salle est entièrement consacrée dans le salon d'Adele à Gustav Klimt. Sa photographie est disposée sur un guéridon au milieu de ses œuvres. D'autres œuvres d'artistes ornent les murs de la riche demeure dont Ferdinand Georg Waldmüller, Rudolf von Alt ou encore Emil Jakob Schindler.
Le docteur Julius Tandler est également un hôte de marque qui devient le médecin d'Adele. C'est probablement à son contact qu'elle se rapproche des thèses défendues par les socialistes autrichiens relatives aux réformes sociales ou encore au droit de vote des femmes.
La mère d'Adele, Jeanette Bauer-Honig, meurt en 1922. L'année suivante, Adele élabore ses dispositions testamentaires qui sont datées du 13 janvier 1923. Elle lèguera ainsi son argent à des organismes caritatifs comme la Österreichische Kinderfreunde, sa bibliothèque à la bibliothèque publique des travailleurs de Vienne et elle demande à son mari qu'il lègue par disposition testamentaire les œuvres de Gustav Klimt à la Österreichische Galerie Belvedere,.

## Mort et postérité

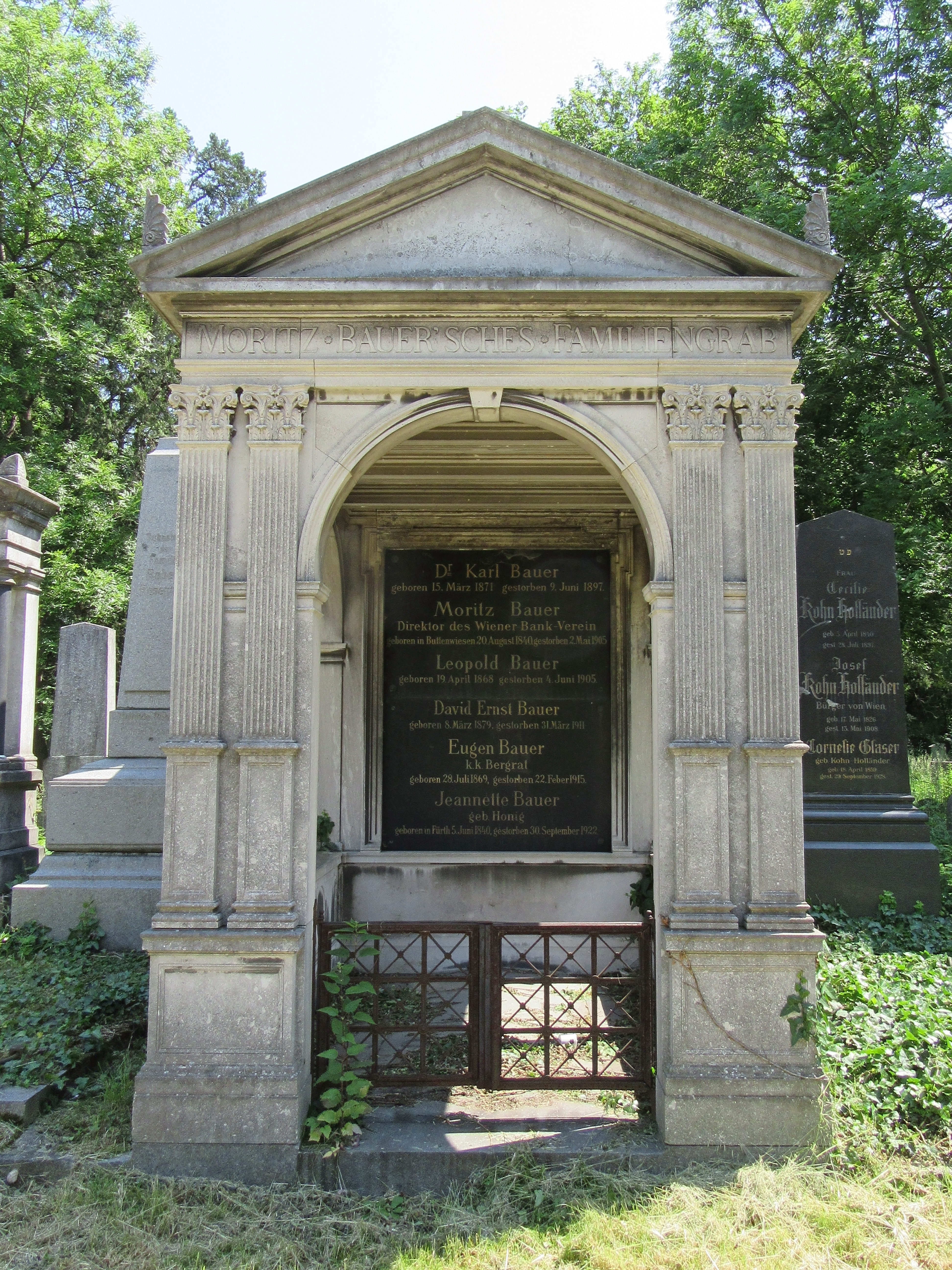
Sépulture de la famille Bauer à Vienne.

Le 24 janvier 1925, Adele Bloch-Bauer, alors âgée de 43 ans, est emportée par une méningite. Le salon Klimt est transformé en mémorial pour perpétuer son souvenir.

« Samedi, Mme Adele Bloch-Bauer, épouse de l'industriel Ferdinand Bloch-Bauer, est décédée ici à l'âge de 42 ans [sic] des suites d'un rhume de cerveau. La défunte, qui ouvrait avec hospitalité sa maison de préférence aux hommes politiques, aux écrivains et aux artistes, jouissait d'une sympathie sans partage dans la distinguée société viennoise en raison de sa fine intellectualité, de sa bonté de cœur et de son esprit charitable, qui était discret, mais d'autant plus vif. Les amateurs d'art se souviendront du célèbre tableau que Klimt a peint de la dame qui est maintenant prématurément décédée. »

En 1938, lors de l'Anschluss, l'Autriche est annexée au Reich allemand. Les possessions des Juifs — y compris les œuvres d'art — sont spoliées par l'État nazi. Ferdinand prend la fuite, tout d'abord en Tchécoslovaquie puis à Zurich en Suisse où il meurt en novembre 1945, peu de temps après la fin de la guerre. Il a bien essayé d'obtenir la restitution de ses œuvres d'art mais toutes ses démarches furent vaines. Les portraits d'Adele et bien d'autres œuvres de Klimt se trouvent au musée du Belvédère pendant de nombreuses années.
Le frère de Ferdinand Bloch-Bauer, Gustav et sa femme, Therese Bloch-Bauer (sœur d'Adele), sont également dans la tourmente. Leurs biens, leurs œuvres d'art, le violoncelle Stradivarius auquel Gustav tenait tant, sont saisis. Gustav, pour qui la musique était toute sa vie, meurt quelques mois plus tard d'une attaque cardiaque.

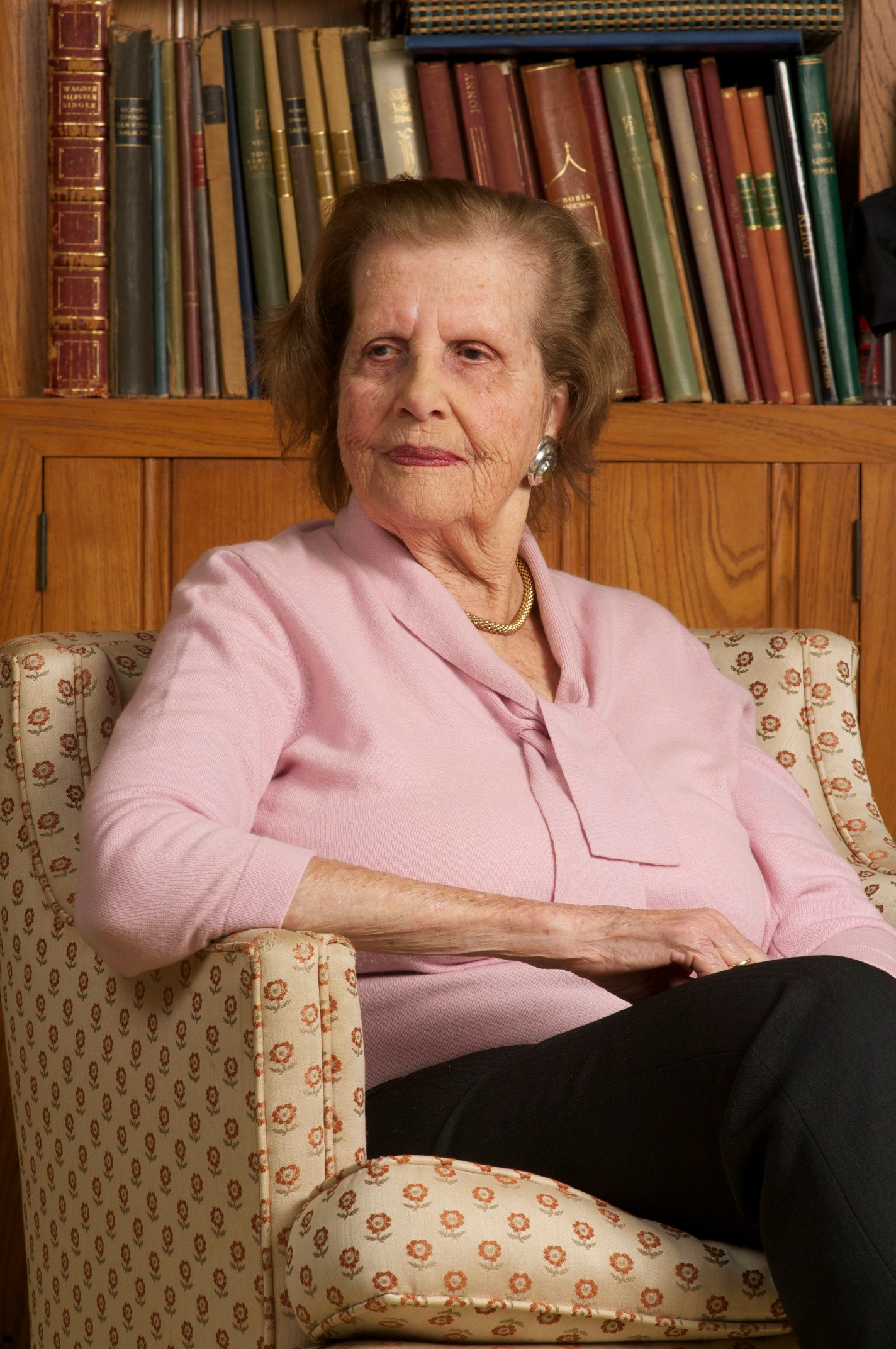
Maria Altmann (1916-2011) en 2010.

Leur fille, Maria Altmann qui avait épousé un ténor, Friederich (Fritz) Altmann en 1937, décide de fuir avec son mari. Assignés en résidence surveillée, ils prétextent une visite chez le dentiste pour échapper à la vigilance de leurs geôliers. Ils montent à bord d'un avion pour Munich et, de là, parviennent en train à Aix-la-Chapelle et franchissent la frontière pour arriver aux Pays-Bas d'où ils émigrent aux États-Unis pour s'installer en Californie.
Grâce aux recherches du journaliste autrichien Hubertus Czernin, qui n'ont été possibles qu'en 1998, les héritiers de Ferdinand Bloch-Bauer apprennent les véritables circonstances par lesquelles les peintures familiales étaient entrées dans les fonds de la galerie autrichienne. 
En 2003, Maria Altmann, aidée par un avocat lui aussi d'origine autrichienne, E. Randol Schoenberg, assigne l'État autrichien devant une juridiction américaine pour obtenir la restitution des tableaux de Klimt dont les deux portraits de sa tante Adele. 

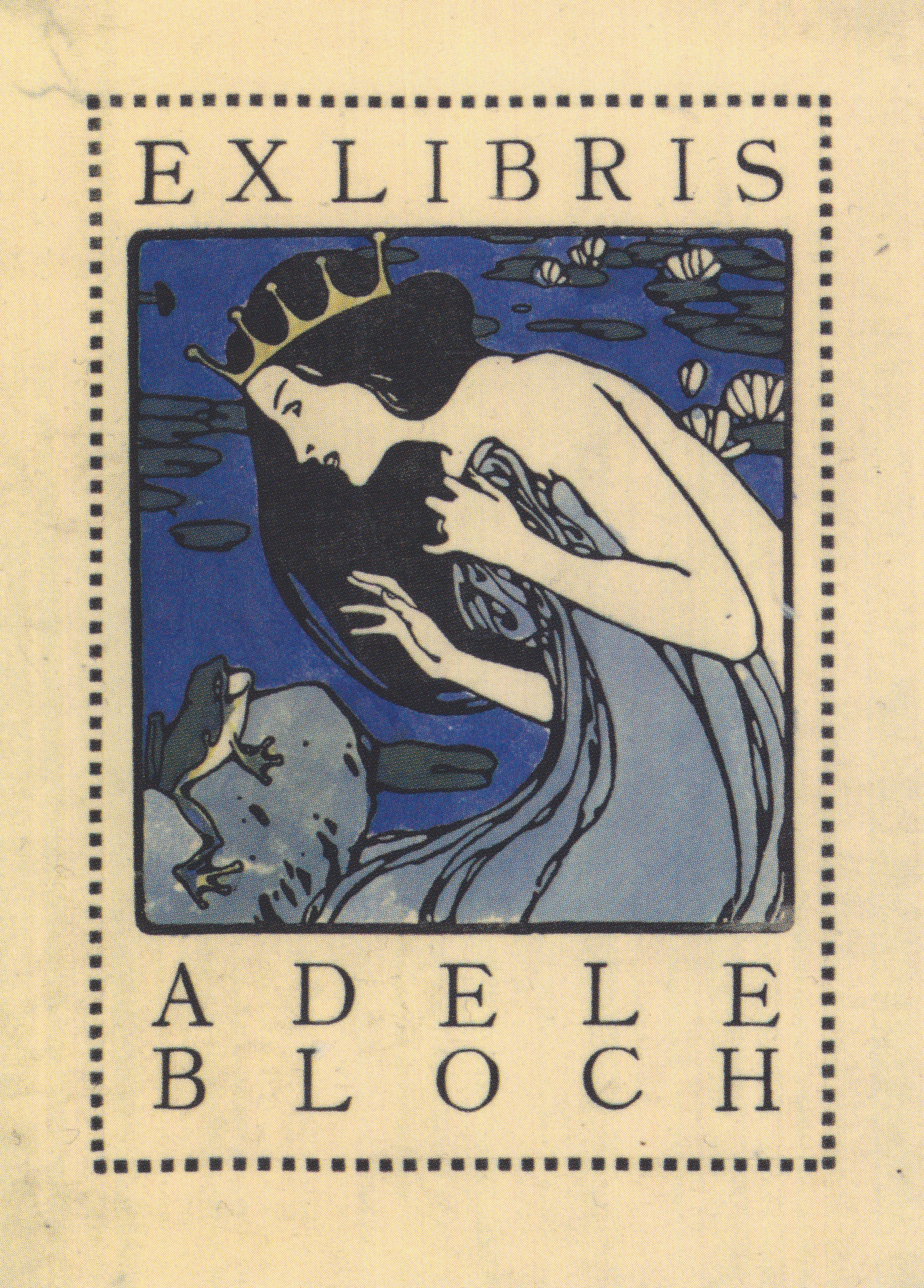
Ex-libris réalisé par Kolo Moser pour Adele Bloch-Bauer vers 1905.

Elle disait de sa tante : 

« Une femme plutôt froide, intellectuelle, qui était très consciente de la politique et est devenue socialiste. Elle n'était pas heureuse. C'était un mariage arrangé mais elle est restée sans enfant, après deux fausses couches et la mort d'un bébé. Je me souviens d'elle comme étant extrêmement élégante, grande, brune et mince. Elle portait toujours une robe blanche moulante et utilisait un long porte-cigarettes en or »

Après une assez longue procédure administrative et judiciaire, la demande de restitution est tranchée par un tribunal arbitral à Vienne. Il rend son jugement le 17 janvier 2006. Celui-ci est sans appel et ordonne la restitution des œuvres à Maria Altmann.
La « Mona Lisa autrichienne » de Klimt quitte l'Europe pour les États-Unis.
Les coûts qu'engendre l'œuvre tant pour son entreposage que pour la faire assurer étant prohibitifs, Maria Altmann doit se résoudre à la vente. Le 18 juin 2006, Ronald Lauder achète pour 135 millions $ le Portrait d'Adele Bloch-Bauer I de Gustav Klimt lors d'une vente privée. Il est désormais exposé à la Neue Galerie à New York.

## Les tableaux restitués en 2006
En tout, cinq tableaux furent restitués à Maria Altmann et à ses quatre autres cohéritiers. Le montant de la vente de ces œuvres de Gustav Klimt atteignit, hors frais de vente, 307 millions $,.

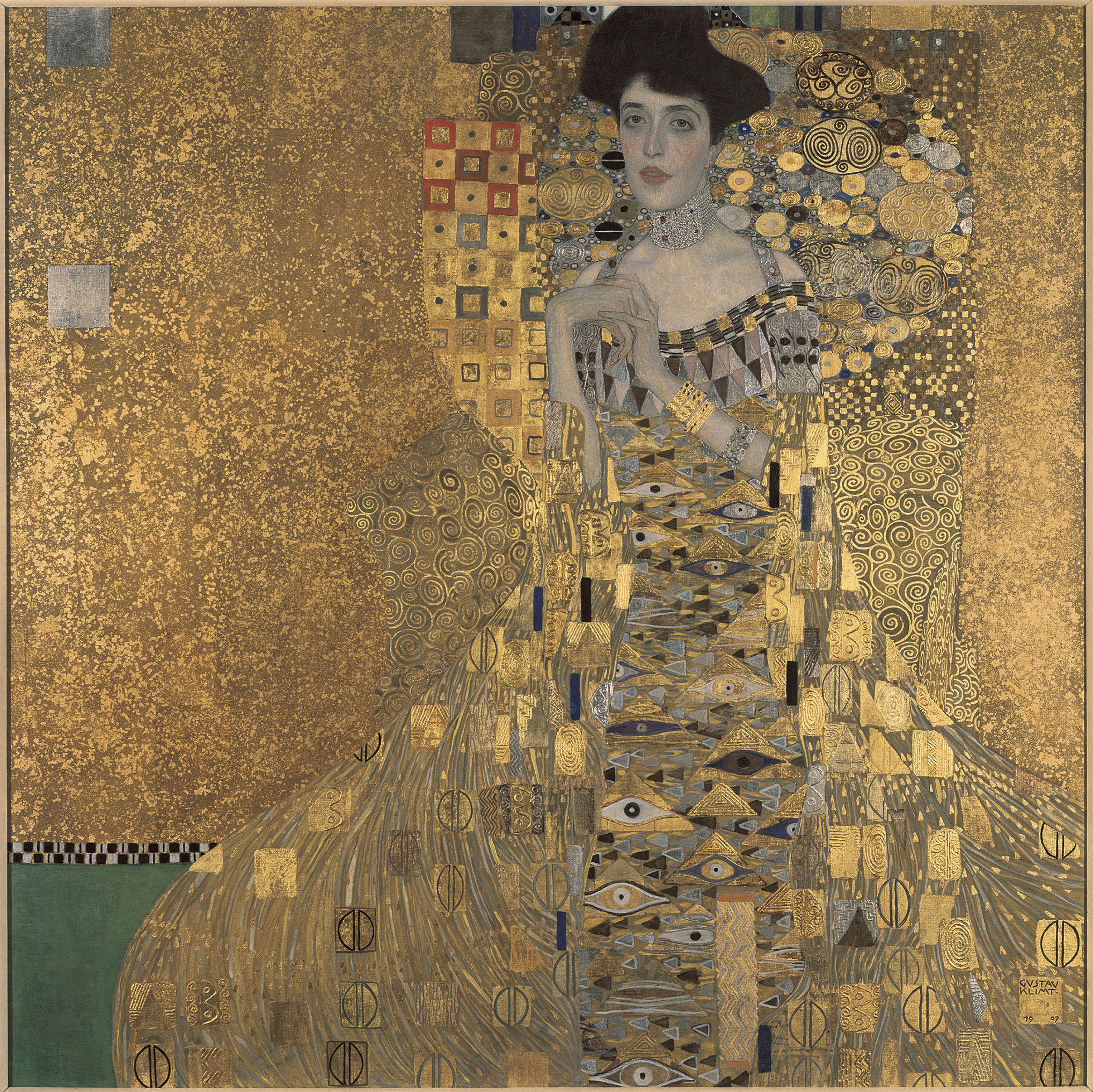
Portrait d'Adele Bloch-Bauer I, 1907
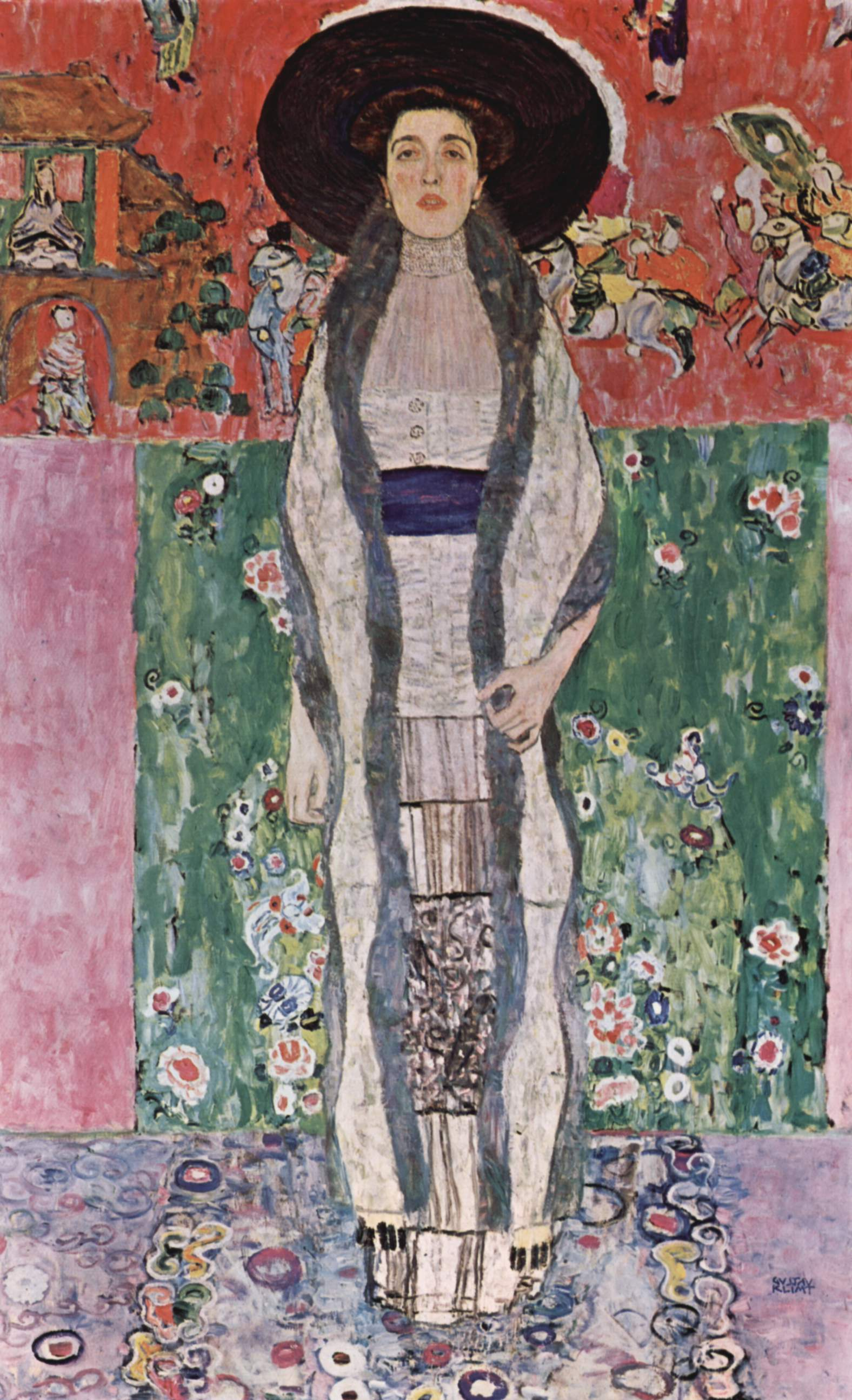
Portrait d'Adele Bloch-Bauer II, 1912
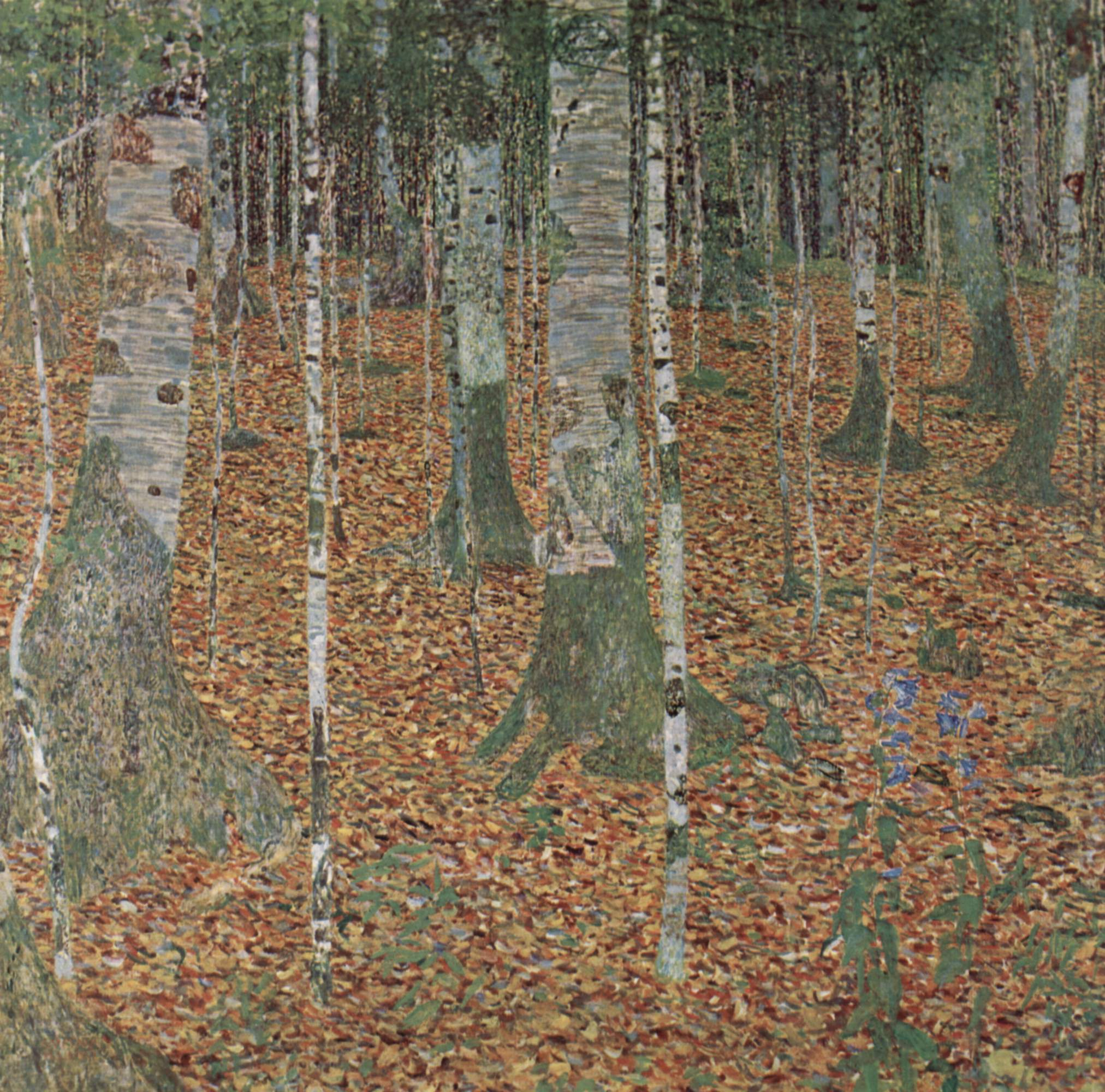
Buchenwald/ Birkenwald, 1903
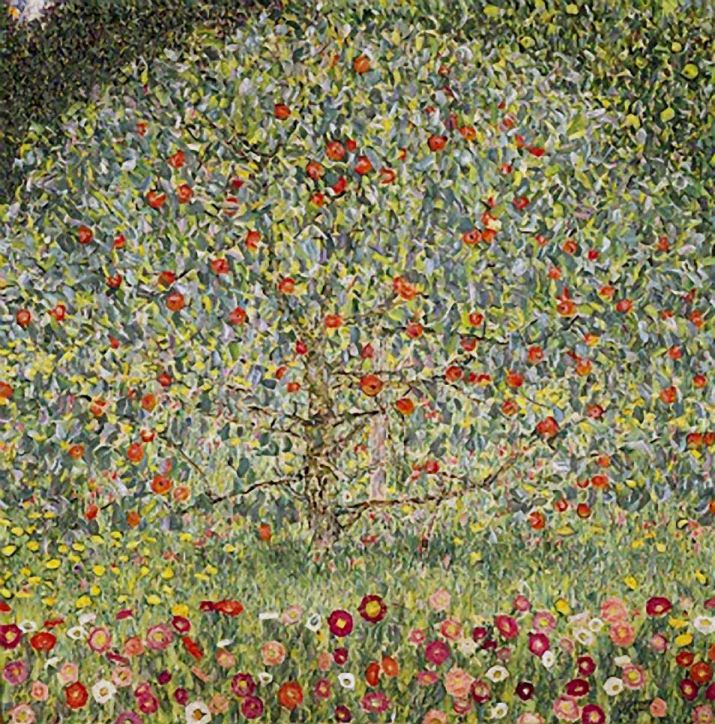
Apfelbaum I, 1912
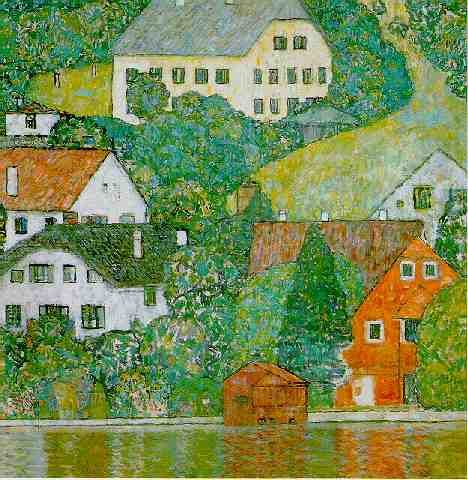
Häuser in Unterach am Attersee, 1916

## Deux autres œuvres ayant appartenu aux Bloch-Bauer

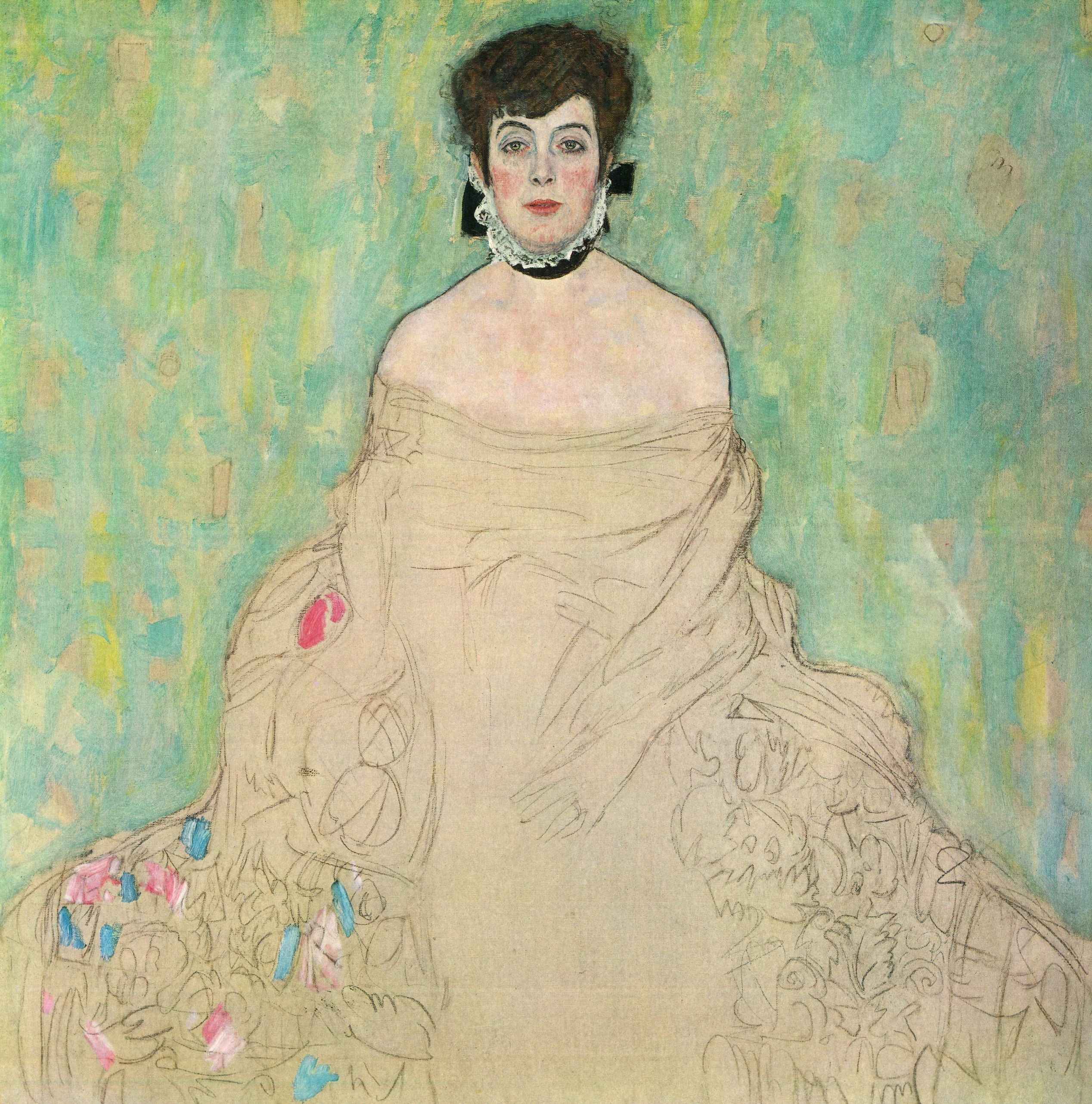
La sixième œuvre de Klimt, non restituée, est le portrait inachevé d'Amalie Zuckerkandl[23].
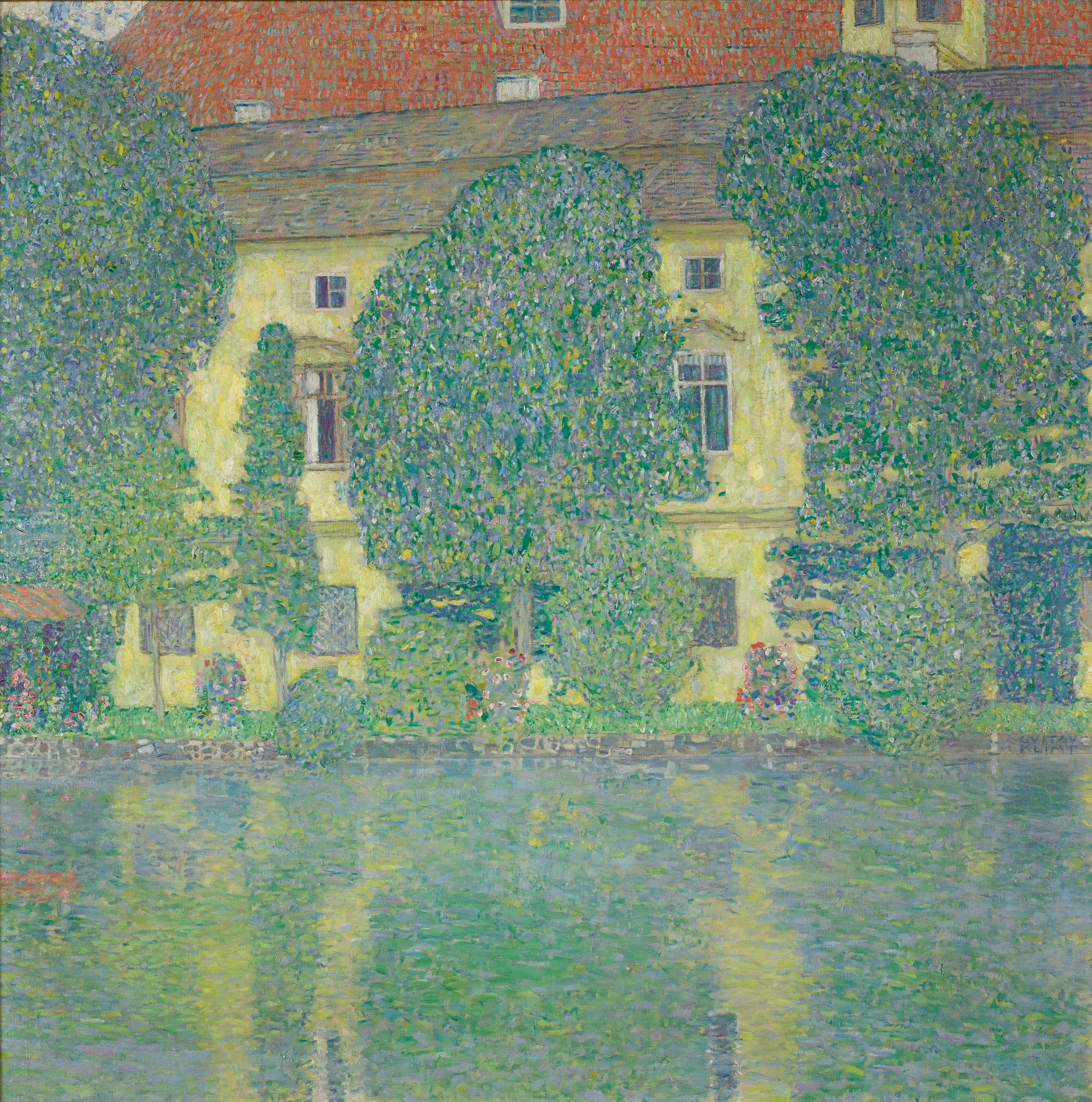
Schloss Kammer am Attersee III n'était pas concerné par la demande de restitution en raison de la donation qu'en fit Ferdinand Bloch-Bauer à la galerie viennoise en 1936[23].

| | Récapitulatif de vente en juin et novembre 2006 des cinq tableaux de Gustav Klimt ayant appartenu aux Bloch-Bauer |               |                |
| Vente à Ronald Lauder                                                                               | |               |                |
| | | Millions US $ | Millions Eur.  |
| 18 juin 2006                                                                                        | Portrait d'Adele Bloch-Bauer I, 1907                                                                              | 135           | 105,3          |
| Vente chez Christie's                                                                               | |               |                |
| | | Millions US $ | Millions Eur*. |
| 8 novembre 2006                                                                                     | Buchenwald/Birkenwald, 1903 (lot 51)                                                                              | 36            | 28,08          |
| 8 novembre 2006                                                                                     | Häuser in Unterach am Attersee, 1916 (lot 52)                                                                     | 28            | 21,84          |
| 8 novembre 2006                                                                                     | Apfelbaum I, 1912 (lot 53)                                                                                        | 29,5          | 23,01          |
| 8 novembre 2006                                                                                     | Portrait d'Adele Bloch-Bauer II (lot 54)                                                                          | 78,5          | 61,23          |
| Vente totale                                                                                        | Vente totale | 307           | 239,46         |
| Le taux de change appliqué est celui en vigueur au moment de la vente en 2006 (source: Christie's). | |               |                |

## Adaptations

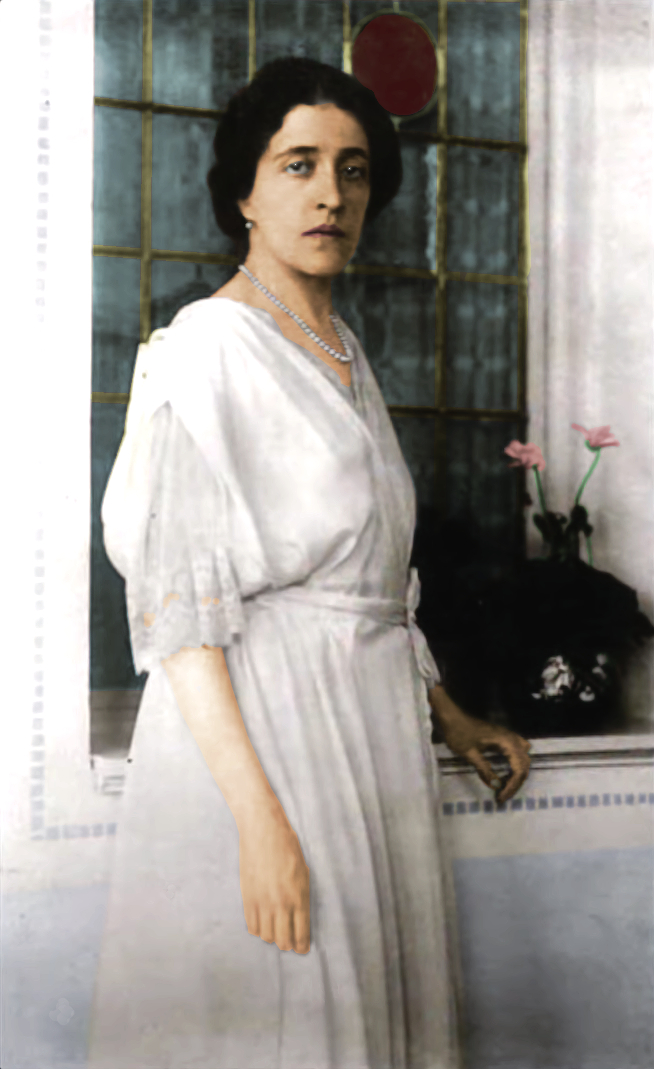
Adele Bloch-Bauer vers 1920 (image colorisée - voir l'original)

- (en) The Rape of Europa, un livre de 1994 et un documentaire sorti en 2006.
- (en) L'affaire Klimt, documentaire britannique réalisé en 2007 comportant des interviews des protagonistes du procès République d'Autriche contre Altmann (voir en ligne sur Arte.tv).
- (en) Adele's Wish film réalisé par Terrence Turner, sorti en 2008 [vidéo] « Disponible », sur YouTube.
- La Femme au tableau (Woman in gold), sorti en 2015, relate le combat de Maria Altmann pour récupérer les portraits de sa tante. Adele Bloch-Bauer est incarnée par Antje Traue et Maria Altmann par Helen Mirren.
- (fr) Le secret d'Adèle, Les Arènes, 2017, 298 p.  (ISBN 978-2352046158), roman de Valérie Trierweiler, s'inspirant librement de la vie d'Adele Bloch-Bauer et lui accordant une relation amoureuse avec Gustave Klimt.

## Reconnaissances
- En avril 2016, le nouveau quartier en cours de construction autour de la gare centrale de Vienne s'est doté d'une nouvelle rue : La Bloch-Bauer Promenade, qui porte le nom d'Adele et de Ferdinand[7].

## Famille Bloch-Bauer

Les sœurs Adele et Therese Bauer épousent respectivement les frères Ferdinand et Gustav Bloch.

Karl Bauer étant mort en 1897, Moritz et Raphaël en 1905, David en 1911 et, dernier membre de la famille Bauer à pouvoir transmettre son nom, Eugen meurt en 1915 sans descendance masculine, Ferdinand, Adele, Gustav et Therese décident en 1917 de porter désormais le nom de Bloch-Bauer pour que ce dernier patronyme puisse perdurer.

## Notes et références

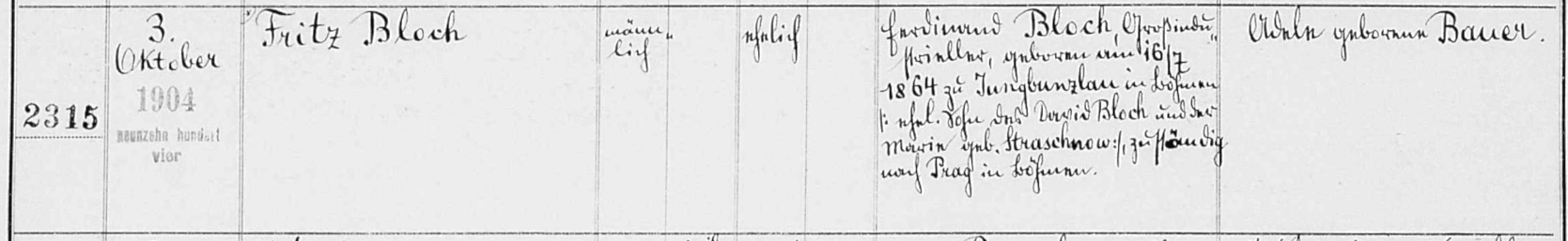
Registre des naissances de Vienne mentionnant la naissance de Fritz Bloch, fils d'Adele, le 3 octobre 1904.

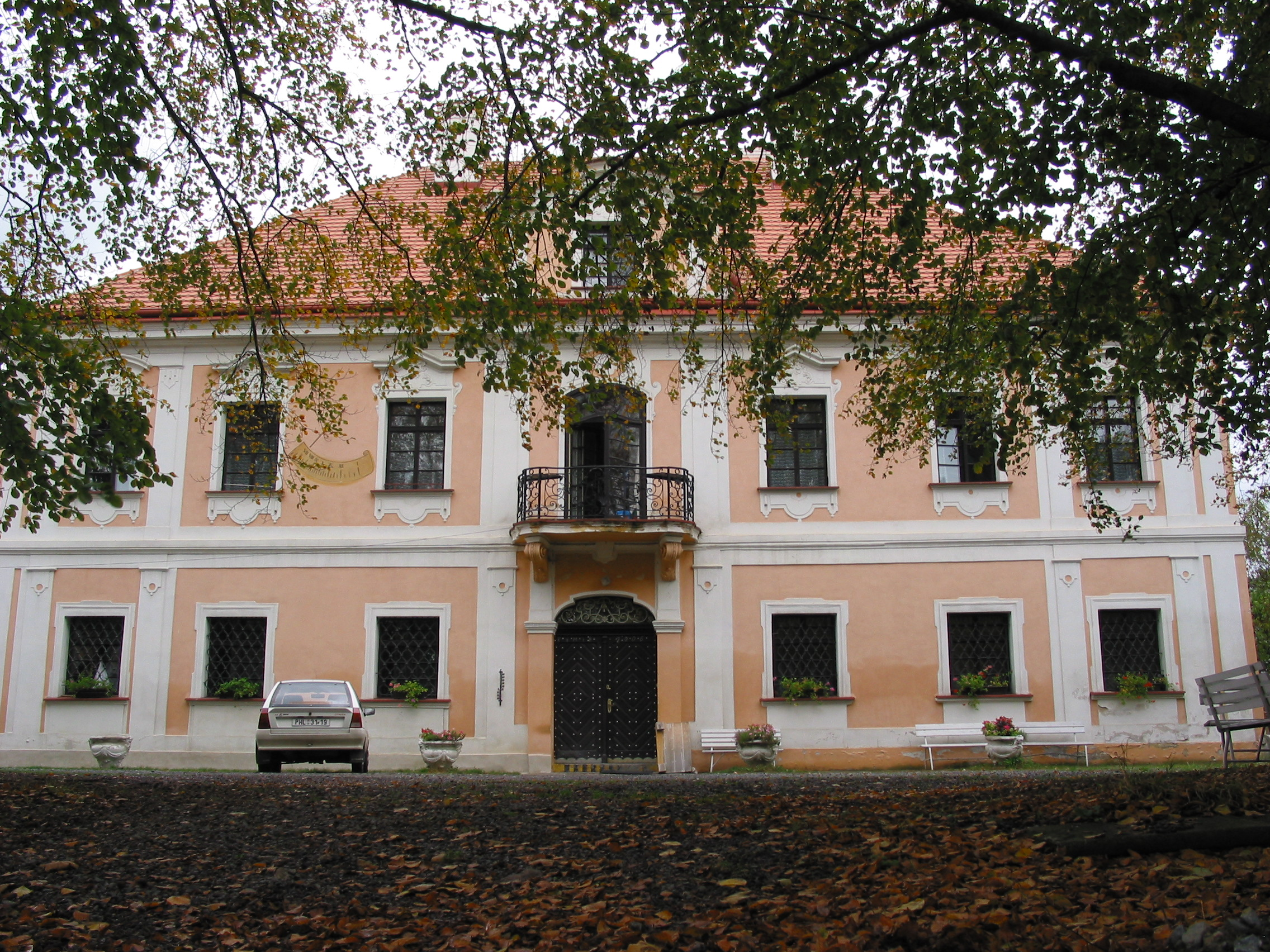
Le château de Panenské Břežany acquis par Ferdinand Bloch et Adele Bloch-Bauer en 1909. Spolié par les nazis, il sera habité par Konstantin von Neurath de 1939 à 1941 puis par Reinhard Heydrich jusqu'à sa mort en juin 1942. Son épouse, Lina Heydrich habitera le château jusqu'en 1945. À cette époque, il était entretenu par une quinzaine de prisonniers du camp de concentration de Flossenbürg.